# جودی اسپایرز
جودیت مرلین اسپایرز (انگلیسی: Judith Marilyn Spiers؛ زادهٔ ۱۵ مارس ۱۹۵۳) مجری رادیو و تلویزیون بریتانیایی است.

## حرفه
در ابتدا در کالج رز بروفورد برای بازیگری آموزش می‌دید، اسپایرز کار پخش خود را در تلویزیون وست‌وارد در سال ۱۹۷۷ آغاز کرد، سپس در ایستگاه ITV برای جنوب غرب انگلستان مشغول به کار شد. او بعداً به (راهنمای سرگرمی چه چیزی در پیش است) کار خود را انتقال داد. او میزبان مسابقات زیبایی محلی آقای TSW و Miss TSW بود که منعکس کننده ایستگاه جدید جنوب غربی TSW بود TSW یک برنامه چت روزانه شبکه ملی جودی را تولید کرد!، که برای شش نسخه اجرا شد. در نهایت، اسپایرز به تلویزیون ملی نقل مکان کرد، به عنوان مجری در برنامه روزانه مجله بی‌بی‌سی وان Pebble Mill از اکتبر ۱۹۹۱ تا اوت 1994. در سال ۱۹۹۵ او به همراه پیتر جفری و الیور سنتون مجری برنامه The Alternative DJ بود. او همچنین بین سال‌های ۱۹۹۴ و ۱۹۹۸ یک برنامه شنبه را در رادیو بی‌بی‌سی ۲ میزبانی کرد اسپایر از سال ۲۰۰۵ تا ۲۰۱۵ برنامه صبحگاهی را در رادیو بی‌بی‌سی دوون کرد.